# Grez-en-Bouère
Grez-en-Bouère és un municipi francès situat al departament de Mayenne i a la regió de País del Loira. L'any 2007 tenia 997 habitants.

## Demografia

### Població
El 2007 la població de fet de Grez-en-Bouère era de 997 persones. Hi havia 392 famílies de les quals 116 eren unipersonals (48 homes vivint sols i 68 dones vivint soles), 116 parelles sense fills, 136 parelles amb fills i 24 famílies monoparentals amb fills.
La població ha evolucionat segons el següent gràfic:
Habitants censats

### Habitatges
El 2007 hi havia 455 habitatges, 404 eren l'habitatge principal de la família, 16 eren segones residències i 35 estaven desocupats. 417 eren cases i 37 eren apartaments. Dels 404 habitatges principals, 272 estaven ocupats pels seus propietaris, 123 estaven llogats i ocupats pels llogaters i 9 estaven cedits a títol gratuït; 3 tenien una cambra, 23 en tenien dues, 66 en tenien tres, 125 en tenien quatre i 187 en tenien cinc o més. 269 habitatges disposaven pel capbaix d'una plaça de pàrquing. A 169 habitatges hi havia un automòbil i a 177 n'hi havia dos o més.

### Piràmide de població
La piràmide de població per edats i sexe el 2009 era:
| Homes | Edats   | Dones |
| ----- | ------- | ----- |
| 0     | 95 o +  | 0     |
| 0     | 90 a 94 | 0     |
| 8     | 85 a 89 | 12    |
| 4     | 80 a 84 | 8     |
| 8     | 75 a 79 | 16    |
| 24    | 70 a 74 | 32    |
| 44    | 65 a 69 | 40    |
| 20    | 60 a 64 | 32    |
| 12    | 55 a 59 | 20    |
| 20    | 50 a 54 | 24    |
| 36    | 45 a 49 | 28    |
| 32    | 40 a 44 | 24    |
| 48    | 35 a 39 | 24    |
| 36    | 30 a 34 | 28    |
| 28    | 25 a 29 | 36    |
| 32    | 20 a 24 | 12    |
| 28    | 15 a 19 | 24    |
| 32    | 10 a 14 | 40    |
| 36    | 5 a 9   | 48    |
| 40    | 0 a 4   | 16    |

## Economia
El 2007 la població en edat de treballar era de 596 persones, 471 eren actives i 125 eren inactives. De les 471 persones actives 432 estaven ocupades (233 homes i 199 dones) i 39 estaven aturades (19 homes i 20 dones). De les 125 persones inactives 39 estaven jubilades, 44 estaven estudiant i 42 estaven classificades com a «altres inactius».

### Ingressos
El 2009 a Grez-en-Bouère hi havia 404 unitats fiscals que integraven 1.010,5 persones, la mediana anual d'ingressos fiscals per persona era de 14.015 €.

### Activitats econòmiques
Dels 56 establiments que hi havia el 2007, 4 eren d'empreses extractives, 1 d'una empresa alimentària, 5 d'empreses de fabricació d'altres productes industrials, 9 d'empreses de construcció, 11 d'empreses de comerç i reparació d'automòbils, 3 d'empreses de transport, 3 d'empreses d'hostatgeria i restauració, 3 d'empreses financeres, 5 d'empreses de serveis, 10 d'entitats de l'administració pública i 2 d'empreses classificades com a «altres activitats de serveis».
Dels 15 establiments de servei als particulars que hi havia el 2009, 1 era una gendarmeria, 1 oficina de correu, 2 oficines bancàries, 2 tallers de reparació d'automòbils i de material agrícola, 2 paletes, 1 guixaire pintor, 2 fusteries, 2 lampisteries, 1 perruqueria i 1 restaurant.
Dels 3 establiments comercials que hi havia el 2009, 1 era una botiga de menys de 120 m², 1 una fleca i 1 una carnisseria.
L'any 2000 a Grez-en-Bouère hi havia 63 explotacions agrícoles que ocupaven un total de 2.208 hectàrees.

## Equipaments sanitaris i escolars
L'únic equipament sanitari que hi havia el 2009 era una farmàcia.
El 2009 hi havia 2 escoles elementals. Grez-en-Bouère disposava d'un col·legi d'educació secundària amb 258 alumnes.

## Poblacions més properes
El següent diagrama mostra les poblacions més properes.